# Демократе (Словачка)
Демократе (словачки: Demokrati), познат као Заједно – грађанска демократија (словачки: Spolu - občianska demokracia) од 2018. до 2023. године, а касније и Плава коалиција (Modrá koalícia), је словачка политичка странка коју је 2018. основао Мирослав Беблави. Странка је више пута мењала руководство, а од 2. децембра 2023. године њу предводи бивши министар одбране Словачке Јарослав Нађ.

## Идеологија
Заједно – Грађанска демократија била је централно-десничарска конзервативна либерална и либерално-конзервативна странка. Сполу је био сврстан као центриста или десноцентриста на политичком спектру. Бивши председник странке Едуард Хегер представио је странку као центристичку, проевропску, оријентисану ка интересима НАТО-а и као зелену.

## Историја

### Стварање и парламентарни избори
Оснивање странке најавили су 17. новембра 2017. године бивши подсекретар странке Сијет Мирослав Беблави, који је напустио странку у знак протеста због њене одлуке да се придружи влади коју предводи Смер, и бивши подсекретар либералне странке слободе и солидарности Јозеф Михал.
Странка је представљена као странка десног центра, проевропске оријентације, која се фокусира на модерну економију, приступачну здравствену заштиту и функционалан образовни систем.
Фондски савет чине независни посланици Националног савета Републике Словачке и бивши чланови осталих сродних странака: Ото Жарнај, Јозеф Михал, Симона Петрик, Вјера Дубачова, Мирослав Беблави, Катарина Махачкова и адвокат Павел Нехала.
Оснивачки конгрес странке одржан је 14. априла 2018. године у Попраду. За њеног вођу изабран је Мирослав Беблави. Катарина Махачкова и Јозеф Михал изабрани су за заменике председника, а трећи заменик председника је Ерик Балаж, оснивач еколошке кампање „Ми смо шума“ и добитник награде „Бела врана“ за борбу против корупције за 2017. годину.
На словачким парламентарним изборима 2020. године, демократе су се придружиле социјално либералној странци Прогресивна Словачка са којом је формирана коалиција, али једва да су успели да уђу у парламент  због ниске популарности.

### Криза Хегеровог кабинета
Након кризе кабинета Едуарда Хегера 2023. године, тадашњи лидер странке Мирослав Колар састао се са бившим премијером Словачке Микулашем Дзуриндом, са којим је планирао сарадњу током наредних парламентарних избора. Дзуринда је првобитно планирао да створи сопствену либерално-конзервативну политичку снагу „Плави – Европска народна партија“, али је објава ванредних избора променила те планове.
Дана 27. јануара, након објаве ванредних избора, Дзуринда је представио Плаву коалицију, вративши се у словачку политику након што ју је напустио десет година раније. Дзуринда је на конференцији за новинаре представио свој пројекат, којим жели да се бори „за европску Словачку“, жели да буде „разумна алтернатива мафији и хаосу“ и „за модерну и образовану Словачку“. Плаву коалицију је назвао својим новим политичким домом. ћ Дзуриндиној конференцији за новинаре присуствовали су бивши чланови СДХУ-ДС и лидер странке СПОЛУ Мирослав Колар.
Због неслагања са Коларoм, Дзуринда је убрзо напустио пројекат и основао сопствену странку „Плави – Европска Словачка“ . Тадашњи премијер Словачке Едуард Хегер преузео је вођство странке која је преименована у Демократи (Демократе) 

## Критика
Лидер Хришћанско-демократског покрета Милан Мајерски критиковао је Дзуриндин „сан“ о уједињењу различитих странака на изборима, рекавши да је „пакт о ненападању“ са Прогресивном Словачком на последњим изборима нанео штету странци.